# Kirche Hl. Märtyrerin Paraskeva von Rom (Stanci)

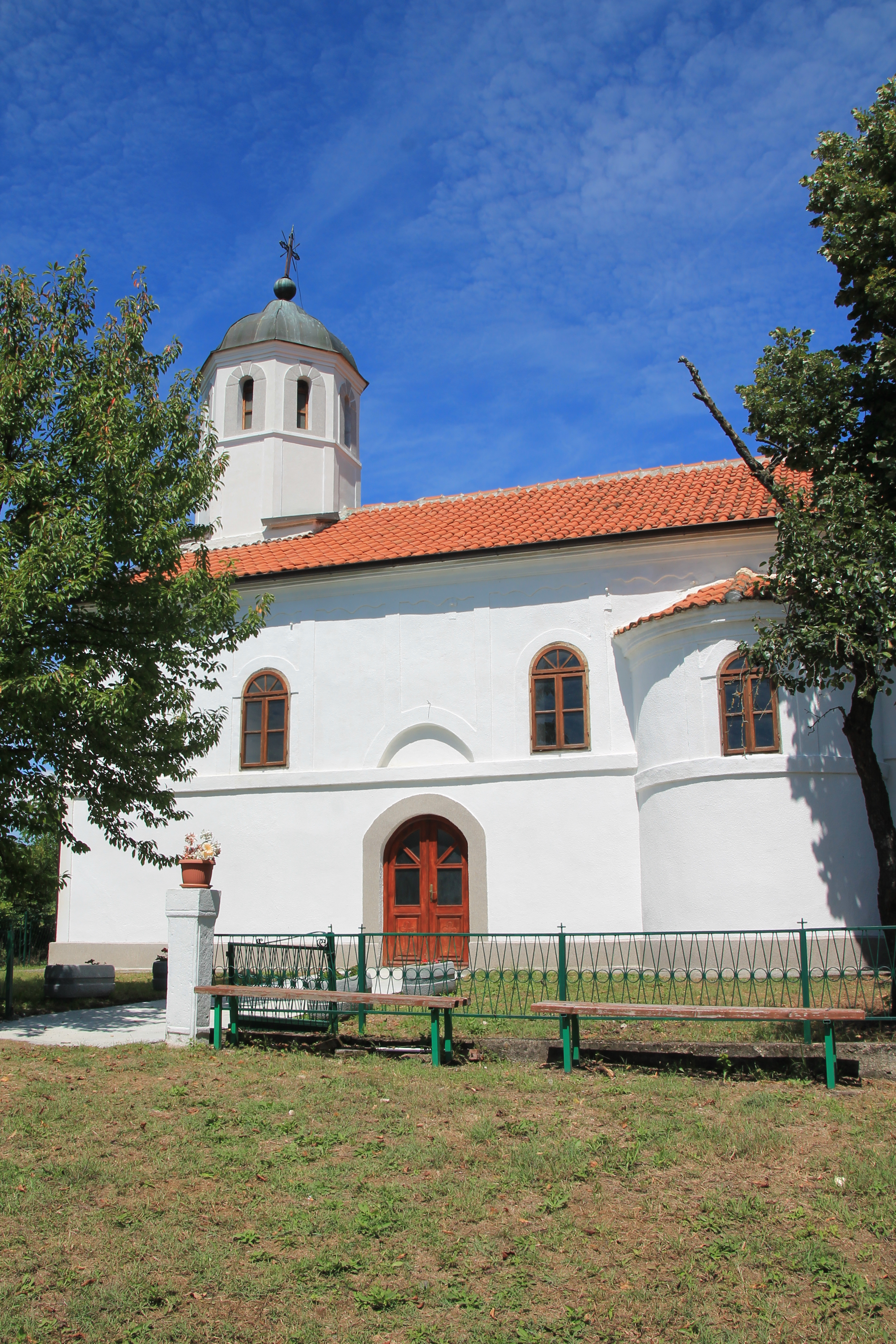
Kirche Hl. Märtyrerin Paraskeva von Rom in Stanci

Die Kirche Hl. Märtyrerin Paraskeva von Rom (serbisch: Црква Свете Преподобномученице Параскеве, Crkva Svete Prepodobnomučenice Paraskeve, auch Црква Свете Петке „Kirche der heiligen Petka“) im zur Opština Aleksinac gehörenden Dorf Stanci ist eine serbisch-orthodoxe Kirche im südöstlichen Serbien.
Das 1910 erbaute Kirchengebäude ist der Hl. ehrwürdigen Märtyrerin Paraskeva von Rom geweiht. Sie ist eine der Filialkirchen der Pfarrei Stanci im Dekanat Aleksinac der Eparchie Niš der Serbisch-Orthodoxen Kirche.

## Lage

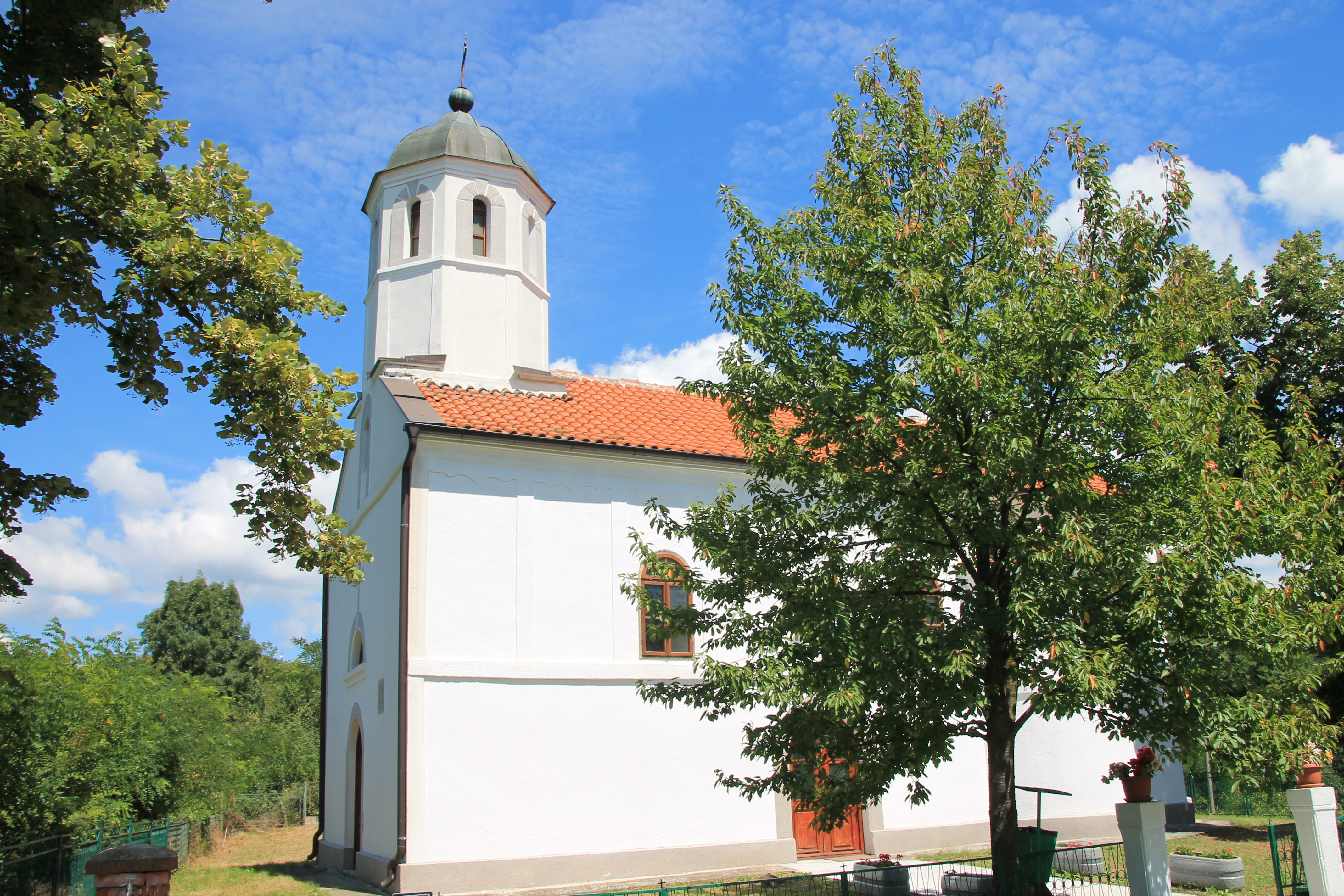
Die Kirche mit umgebender Natur

Die Kirche steht im Dorfzentrum von Stanci. Unweit der Kirche mündet das Flüsschen Prugovačka reka in den Fluss Svetostevanska reka. Umgeben wird die Kirche vom umzäunten Kirchhof.

## Geschichte
Laut einer Überlieferung zufolge sollen die Türken im 18. Jahrhundert zahlreiche Serben bei einer Versammlung getötet haben. Dies wird durch den Fund vieler Knochen bestätigt, die am Fuße des Tores des Kirchhofes zur Straße hin, gefunden wurden.
Die Kirche wurde 1910 durch der Bemühungen des Priesters Ilija Janković erbaut. Das Gotteshaus wurde am 8. August 1912 vom Bischof der Eparchie Niš, Domentijan, feierlich eingeweiht. Die Kirche wurde 1980 vollständig renoviert.

## Architektur

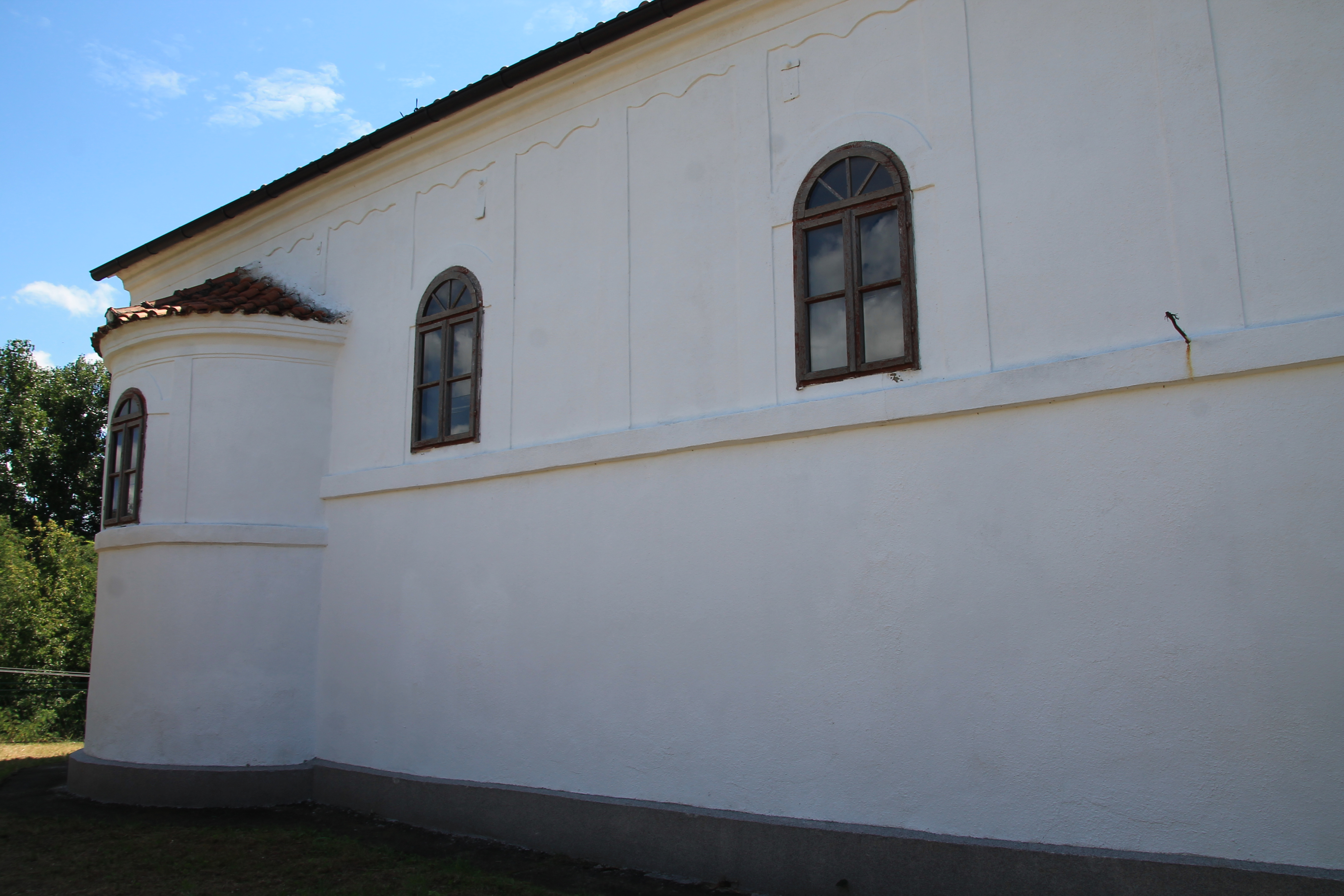
Nordseite der Kirche mit Seitenkonche

Das einschiffige Kirchengebäude wurde in einer modernen Adaption des serbisch-byzantinischen Stils erbaut, mit einer halbrunden Altar-Apsis im Osten, Seitenkonchen im östlichen Naos an der Nord- und Südseite und einem Narthex mitsamt einem kleinen Kirchturm im Westen. Die Kirche besitzt zwei Kirchenkreuze, eines auf der Rundkuppel des Kirchturms und das andere am östlichen Ende des Daches zur Apsis hin. 
Die Fassade der Kirche ist schlicht in Weiß gehalten. Es gibt dezente Verzierungen an den Außenfassaden der Kirche. 
Der Haupteingang der Kirche befindet sich an der Westseite. Ein Nebeneingang befindet sich an der Südseite. Über der Eingangstür des Haupteinganges im Westen befindet sich ein halbrundes Fenster mit einer Kreuzdekoration darüber. Neben dem Kircheneingang ist eine Gedenkplatte zur Kircheneinweihung angebracht. 
Im Inneren ist die Kirche teilweise mit Fresken bemalt oder in Weiß gestrichen. Das Gotteshaus verfügt über eine relativ aufwendig gestaltete hölzerne Ikonostase mit Ikonen.